# Bernardus Johannes Alfrink
 (octobre 2018).
Si vous disposez d'ouvrages ou d'articles de référence ou si vous connaissez des sites web de qualité traitant du thème abordé ici, merci de compléter l'article en donnant les références utiles à sa vérifiabilité et en les liant à la section « Notes et références ».
Bernardus Johannes Alfrink ou Bernard Jan Alfrink, né le 5 juillet 1900 à Nijkerk et mort le 17 décembre 1987 à Nieuwegein, est un prélat néerlandais qui est cardinal, archevêque d'Utrecht de 1955 à 1975.

## Biographie

### Jeunesse et prêtrise
Bernard Jan Alfrink est né le 5 juillet 1900 de Theodore Jan Alfrink menuisier et de son épouse, née Elisabeth Catharina Ossevoort. Sa mère meurt en 1901 à la naissance de ses deux plus jeunes sœurs jumelles. Bernard Alfrink est alors pris en charge par une tante sans enfant les trois années suivantes. Il retourne ensuite chez son père qui s'est alors remarié. Après l'école primaire, Bernard Alfrink est allé au petit séminaire de Culemborg et en 1919 il poursuit ses études au grand séminaire de Rijsenburg. Il est ordonné prêtre le 15 août 1924 par Henricus van de Wetering pour le diocèse d'Utrecht. Après son ordination, souhaitant continuer à étudier, il met son dévolu sur Rome, mais Henricus de Wetering préfère qu'il continue ses études à la jeune université de Nimègue.

### Épiscopat
Le 28 mai 1951, Pie XII le nomme archevêque titulaire (ou in partibus) de Tyane (de), archevêque coadjuteur d'Utrecht. Il reçoit la consécration épiscopale le 17 juillet suivant des mains de Paolo Giobbe, internonce aux Pays-Bas (en).
Quatre ans plus tard, le 31 octobre 1955, il succède au cardinal de Jong comme archevêque d'Utrecht. Deux ans plus tard, il est également nommé évêque aux armées néerlandaises.
Le 28 mars 1960, le pape Jean XXIII le crée cardinal avec le titre de cardinal-prêtre de San Gioacchino ai Prati di Castello. Il participe au conclave de 1963 qui élit le pape Paul VI ainsi qu'aux deux conclaves de 1978 qui élisent Jean-Paul Ier et Jean-Paul II.
Le 9 octobre 1966, le cardinal Alfrink accorde son imprimatur au « Catéchisme hollandais », qui va faire tant parler de lui pour ses positions modernistes et dont certaines sont contraires à la foi. En effet cet ouvrage est fermement critiqué par la commission cardinalice désignée par le pape Paul VI. Le cardinal se plaint par la suite que l'ouvrage ait été imprimé en outrepassant l'imprimatur originellement conféré,. En fait, l'Église catholique néerlandaise est profondément déchirée sous son épiscopat et nombre de fidèles se détournent de toute pratique. C'est le début de l'effondrement du catholicisme aux Pays-Bas. La rédaction d'un nouveau texte, puis la proclamation du « Credo du peuple de Dieu » par Paul VI sera considérée comme une réponse à cette déviance doctrinale majeure de tout un épiscopat.
L’Église catholique aux Pays-Bas était avant le Concile l'une des Églises les plus fécondes d’Europe. Entre 1965 et 1977, les ordinations annuelles sont tombées de 318 à… 16. Trois cents religieux et religieuse ainsi que plus deux mille prêtres défroquent pendant cette période.
Le cardinal Alfrink se retire de sa charge d'ordinaire militaire et d'archevêque d'Utrecht en 1975. Johannes Willebrands lui succède.
C'est sous son épiscopat que l'Église néerlandaise connaît un effondrement brutal. Le cardinal reste en mémoire pour sa défense du Père Edward Schillebeeckx, ainsi que pour avoir défendu des positions progressistes pendant le concile Vatican II, pour avoir critiqué l'encyclique Humanae Vitae, et pour avoir lors de l'affaire de la chapelle dominicaine d'Huissen mis un frein aux confessions personnelles des fidèles.

## Succession apostolique
Bernardus Johannes Alfrink a ordonné les évêques suivants :
- Évêque Pieter Nierman (nl) (1956)
- Évêque Petrus Moors (nl) (1959)
- Évêque Theo Hendriksen (nl) (1961)
- Évêque Theodorus Zwartkruis (nl) (1966)
- Évêque Huub Ernst (nl) (1967)
- Évêque Bernard Möller (nl) (1969)
- Cardinal Adrianus Johannes Simonis (1971)
- Évêque Henny Bomers (nl), C.M. (1978)